# Milroy (Minnesota)
Milroy es una ciudad ubicada en el condado de Redwood, Minnesota, Estados Unidos. Según el censo de 2020, tiene una población de 259 habitantes.

## Geografía
La localidad está ubicada en las coordenadas 44°25′4″N 95°33′13″O / 44.41778, -95.55361. Según la Oficina del Censo de los Estados Unidos, Milroy tiene una superficie total de 0.68 km², correspondientes en su totalidad a tierra firme.

## Demografía
Según el censo de 2020, hay 259 personas residiendo en Milroy. La densidad de población es de 380,88 hab./km². El 94.21% son blancos, el 0.77% son afroamericanos, el 0.39% es amerindio, el 0.39% es asiático, el 2.70% son de otras razas y el 1.54% son de una mezcla de razas. Del total de la población, el 3.09% son hispanos o latinos de cualquier raza.